# Ngân hàng dự trữ liên bang Richmond
Ngân hàng dự trữ liên bang Richmond là một trong 12 ngân hàng khu vực của Cục Dự trữ Liên bang Hoa Kỳ, chịu trách nhiệm khu vực thứ năm gồm Đặc khu Columbia, Maryland, Virginia, Bắc Carolina, Nam Carolina và phần lớn Tây Virginia. Trụ sở đặt tại Richmond, tiểu bang Virginia, các văn phòng đặt tại Baltimore và Charlotte, Bắc Carolina, Chủ tịch là Jeffrey M. Lacker.